# Pierpaolo Frattini
Pierpaolo Frattini (Varese, 23 febbraio 1984) è un canottiere italiano.

## Carriera
Nel 2016 ha partecipato ai Giochi olimpici di Rio de Janeiro venendo eliminato ai ripescaggi.